# Hystrichophora macrophylla
Hystrichophora macrophylla là một loài thực vật có hoa trong họ Cúc. Loài này được Mattf. mô tả khoa học đầu tiên năm 1936.